# جوشوا بيترز
جوشوا بيترز (بالإنجليزية: Joshua Peters)‏ هو سياسي أمريكي، ولد في 25 أغسطس 1987 في سانت لويس في الولايات المتحدة. حزبياً، نشط في الحزب الديمقراطي. وقد انتخب عضو مجلس نواب ولاية ميسوري.